# حمام أولاد تبان

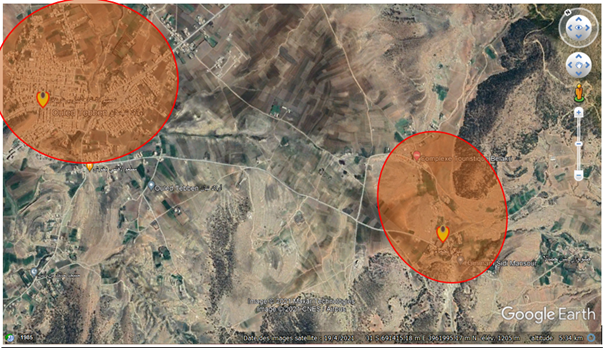

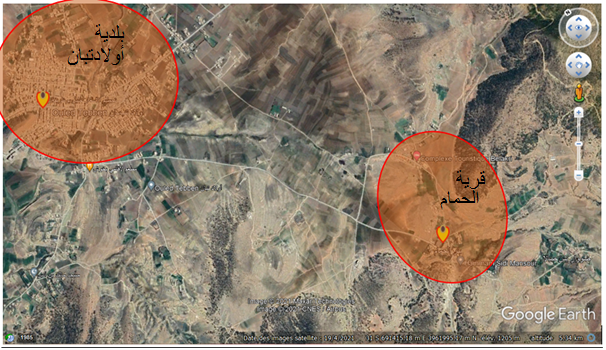
موقع حمام أولادتبان

حمام أولاد تبان : هو حمام معدني طبيعي قديم ببلدية أولاد تبان ,دائرة صالح باي التابعة لولاية سطيف واسمه الأصلي هو حمام سيدي منصور 

## الموقع
يبعد حمام أولادتبان عن مقر الولاية بحوالي 65 كم ويقع بين العديد من الجبال والوديان في قرية تعرف أيضا باسم الحمام.
تتميز بلدية أولاد تبان بطبيعتها الغابية و الجبلية على غرار جبل قديل و جبل تندر حيث يصنف جبل قديل من أعلى القمم الجبلية جنوب الولاية سطيف.
تقع أولاد تبان في الحدود الجنوبية  لولاية سطيف مع مدينة المسيلة ومدينة برج بوعريريج غرباً ويقع حمام اولاد تبان في الشمال الشرقي البلدية على بعد 3 كلم من مركز البلدية.

## مياه الحمام
هي عبارة عن مياه طبيعية ساخنة تخرج من باطن الأرض لها استخدامات علاجية يوجد بها نسب معينة من كبريتات الهيدروجين، ويطلق عليها اسم المياه الكبريتية.

### كيفية الاستفادة من مياه الحمامات المعدنية:[3]
يجب أن تكون المياه ساخنة، أي تتراوح درجة حرارتها ما بين 37-39 درجة مئوية، وأن تكون فترة الاستحمام فيها في مدة تتراوح بين عشر إلى عشرين دقيقة.
يفضل الاسترخاء بعد  الأستحمام، وأخذ وقت من الراحة، بالإضافة إلى عدم بذل مجهودٍ كبير؛ وذلك لأن الاستحمام قد يجهد عضلة القلب، ومن الملاحظات المهمة التي يجب الانتباه إليها أيضا أن الاستحمام بالمياه الكبريتية يحول لون الجلد إلى اللون الأحمر وهذا شيء طبيعي بسبب وجود عنصر الكبريت.
ذكرت بعض الأبحاث أن زيارة واحدة للاستحمام بالمياه المعدنية قد لا تحقق الفائدة في علاج أمراض الجسم، ولكن يجب أن تكون هناك زيارات متتالية تتراوح ما بين أربع إلى ستة زيارات في السنة.